# Chrysometa yunque
Chrysometa yunque är en spindelart som beskrevs av Claude Lévi 1986. Chrysometa yunque ingår i släktet Chrysometa och familjen käkspindlar.
Artens utbredningsområde är Puerto Rico. Inga underarter finns listade i Catalogue of Life.